# 番子園
番子園，原寫為番仔園，是台灣新北市的一個地名，位於今板橋區西部，範圍包括中正里西南端、香社里西端、香雅里西北角、浮洲里、華中里、大觀里、僑中里、歡園里、中山里東端除外部分、大安里、復興里、聚安里、龍安里、福安里南端除外部分。

## 歷史
台灣清治末期至日治前期，番子園為一街庄，稱為「番仔園庄」，隸屬於擺接堡。該庄當時為溪中沙洲，輪廓南北略尖，東隔湳仔溝分流與社後庄、湳仔庄、員林庄為鄰，南邊分流處為溪洲庄，西邊隔大漢溪主流與沙崙庄、西盛庄為界。
1920年（日治大正九年），該庄改制並雅化為「番子園」大字，隸屬於台北州海山郡板橋庄（後改制為板橋街）。戰後板橋街改制為板橋鎮，隸屬於台北縣，大字亦改制為里。其後板橋鎮先後改制為板橋市、板橋區。由於人口增加，如今番子園地區已細分為多個里。

## 交通
台鐵縱貫線有經過番子園地區，並設有浮洲車站。
縣道114號（大觀路一、二段）穿越本地區中央地帶，往東北經光復大橋可進入臺北市，往西南可前往樹林、鶯歌及桃園市八德、中壢、新屋等地。
縣道116號（浮洲橋、新興橋）經過本地區南端，往西轉西北可前往新莊、樹林、迴龍等地。

## 學校
- 國立臺灣藝術大學
- 華僑高中
- 大觀國中
- 大觀國小
- 中山國小